# Иолле, Эрнест-Эжен
Эрнест-Эжен Иолле (фр. Ernest-Eugène Hiolle; 5 мая 1834[…], Париж — 5 октября 1886[…], Буа-ле-Руа) — французский скульптор.

## Биография

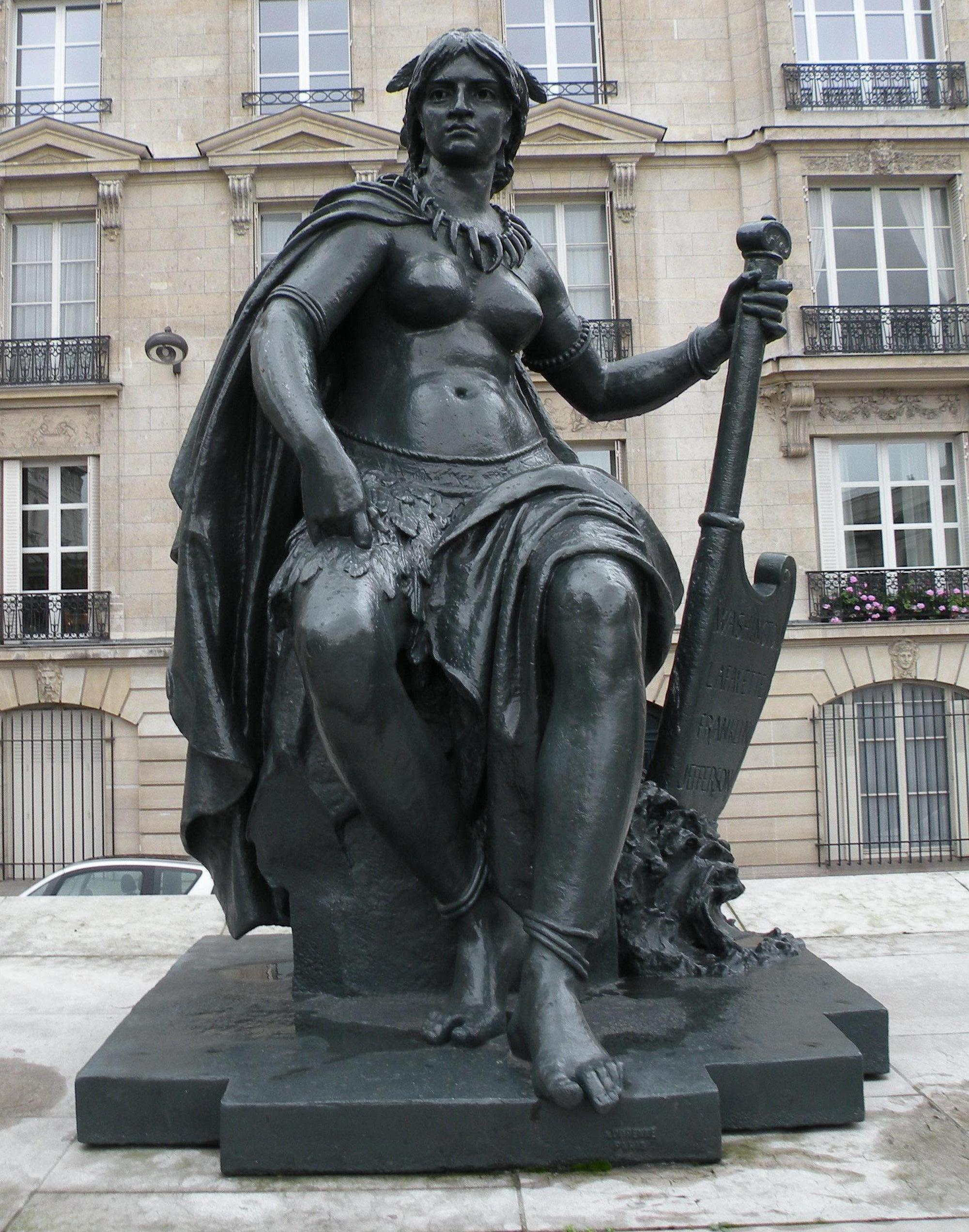
Аллегория Северной Америки перед фасадом Музея Орсе, Париж

Родился 5 мая 1834 года в Валансьене (по другим данным в Париже).
Учился в Школе изящных искусств Парижа в мастерской Франсуа Жуффруа.
Был удостоен Римской премии в 1856 и 1863 годах. Выставлялся на ежегодном Парижском салоне начиная с 1866 года, получал на нём медали в 1867—1870 годах. На салоне 1877 года Иолле выставлял бронзовые бюсты Франсуа Жуффруа и Жана-Батиста Карпо; в 1878 году — бронзовую статую генерала Максимильена Фуа. В этом же году был удостоен почетной медали на Всемирной выставке в Париже.
Во время восстановления Парижа после событий Франко-прусской войны и Парижской коммуны, Иолле участвовал в создании статуй для Оперы Гарнье и Отеля-де-Виль (парижской городской ратуши).
В 1873 году скульптор стал кавалером ордена Почётного легиона. 
Занимался педагогической деятельностью, среди его учеников был Антонен Карлес (Antonin Carlès; 1851—1919). Иолле являлся одним из членов-учредителей Общества французских художников.
Скончался 5 октября 1886 года и  был похоронен на кладбище Святого Рока (Saint-Roch) в Валансьене.
Его сын, Огюст Александр Иолле (Auguste Alexandre Hiolle, 1866—?), тоже стал художником и был женат на дочери Филиппо Коларосси.

## Галерея

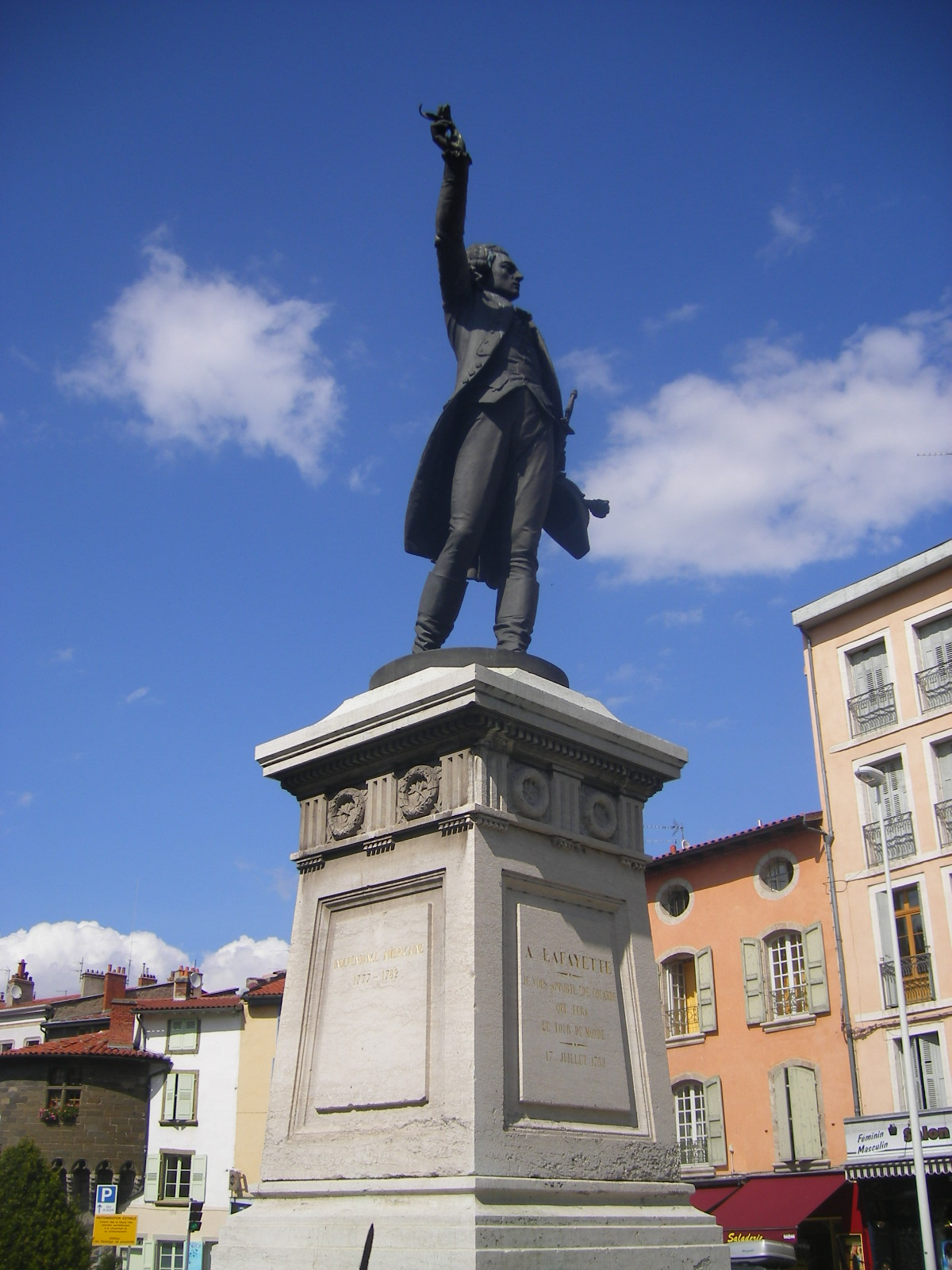
Памятник маркизу Лафайету. Ле-Пюи-ан-Веле, департамент Верхняя Луара
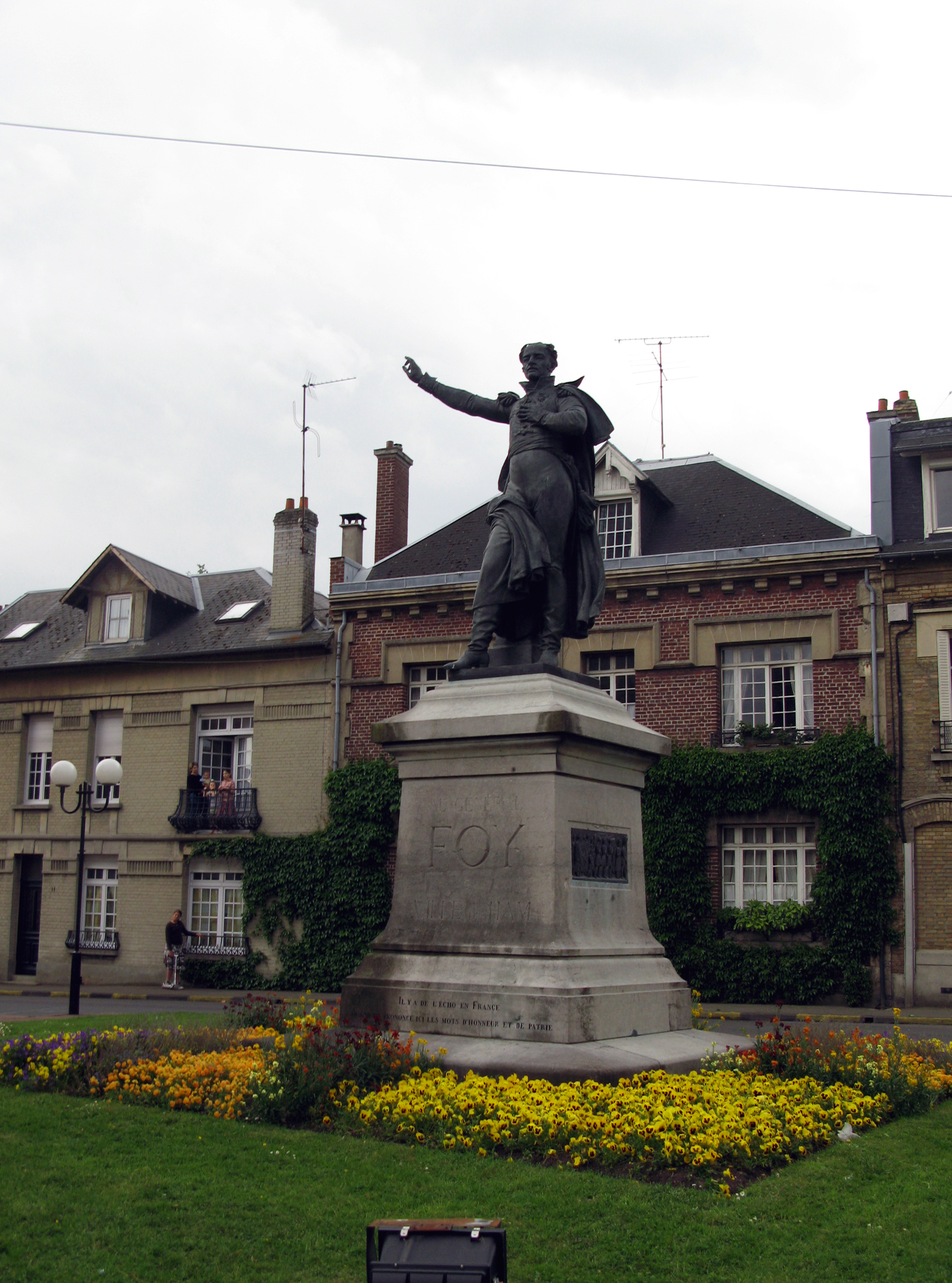
Памятник генералу Фуа. Город Ам, департамент Сомма
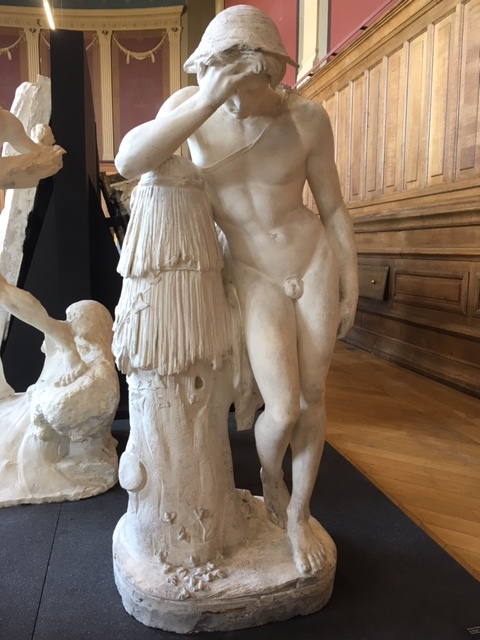
Аристей оплакивает пчёл

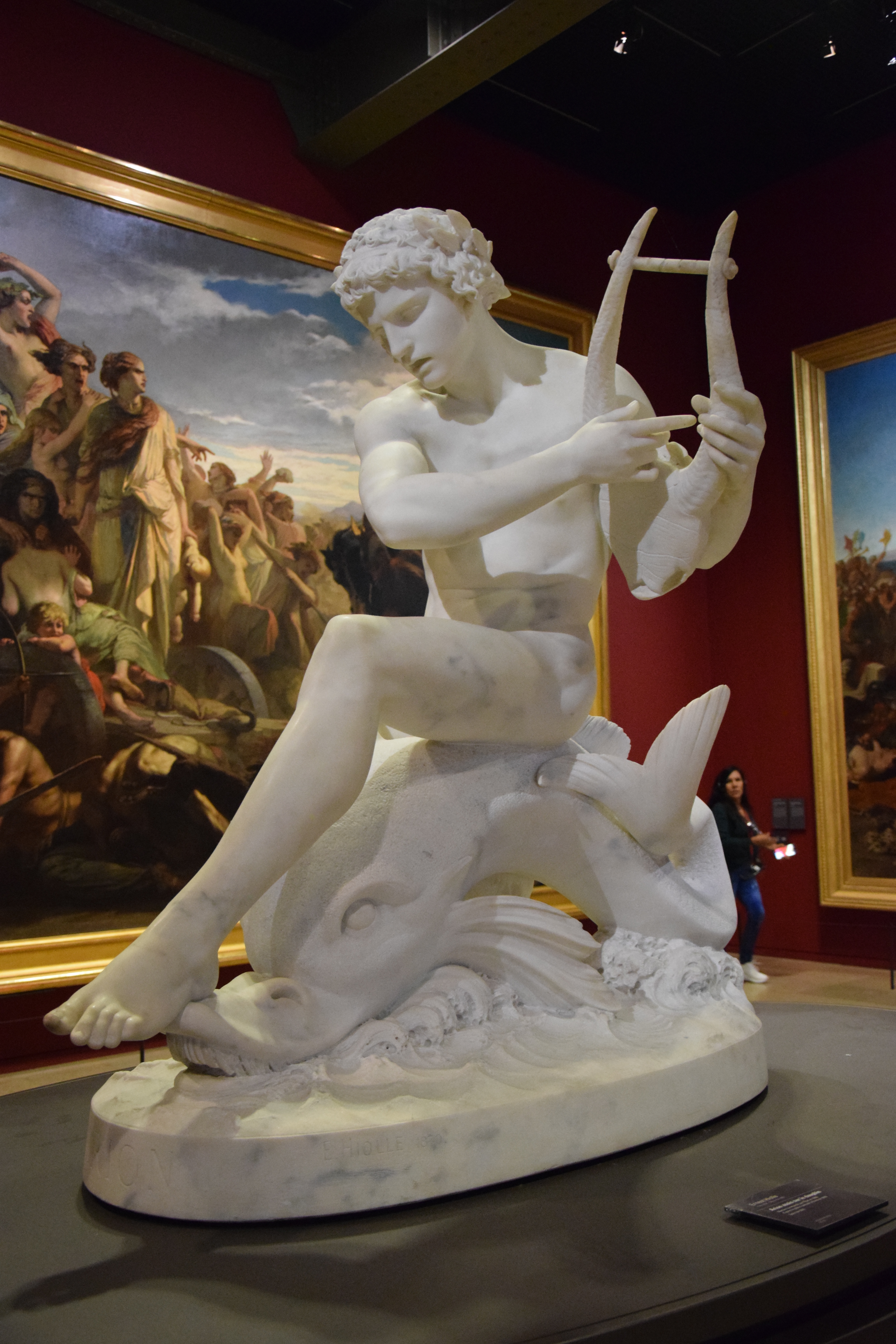
Арион верхом на дельфине. Музей Орсе.
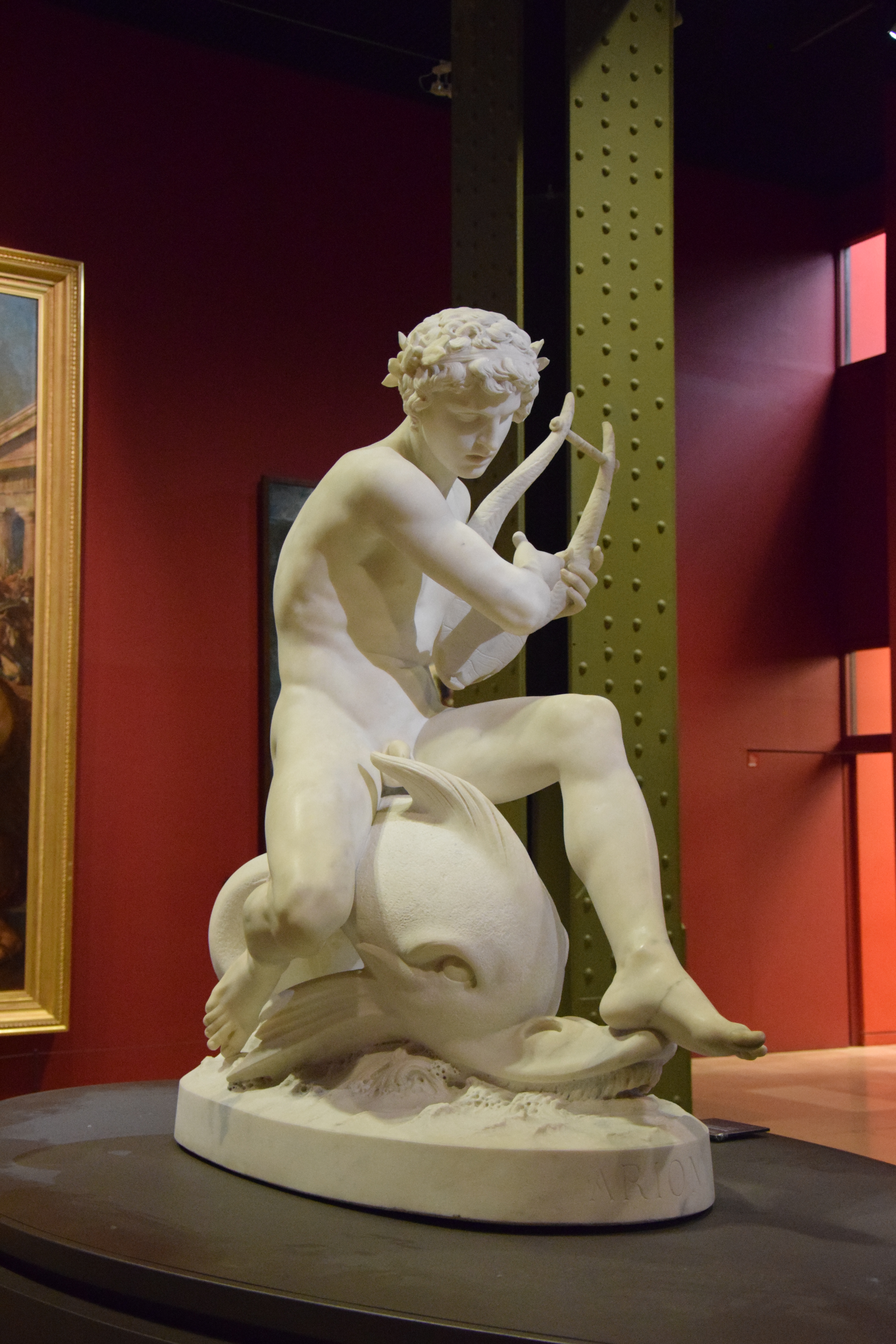
Та же статуя с другого ракурса
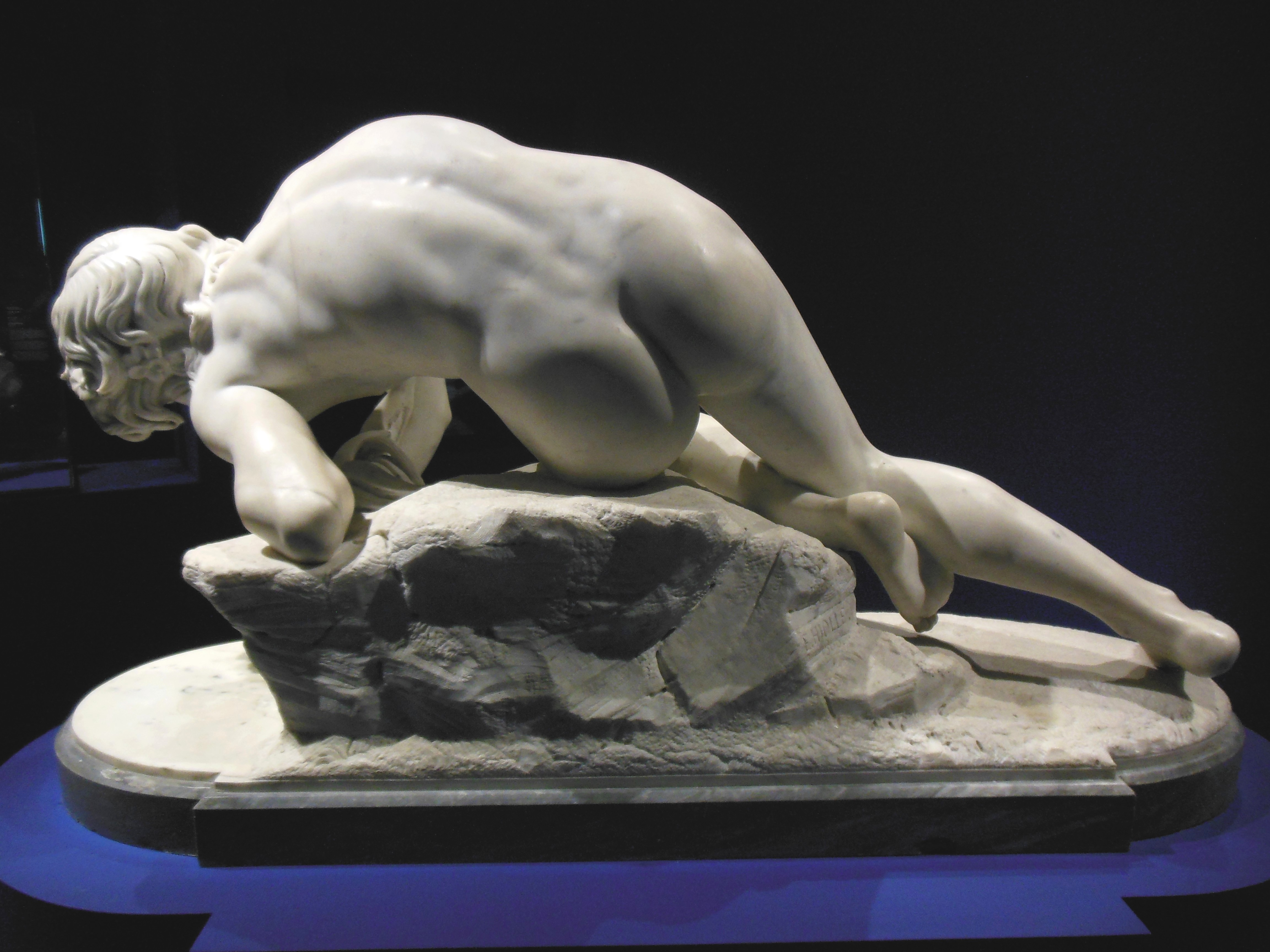
Нарцисс, Лувр
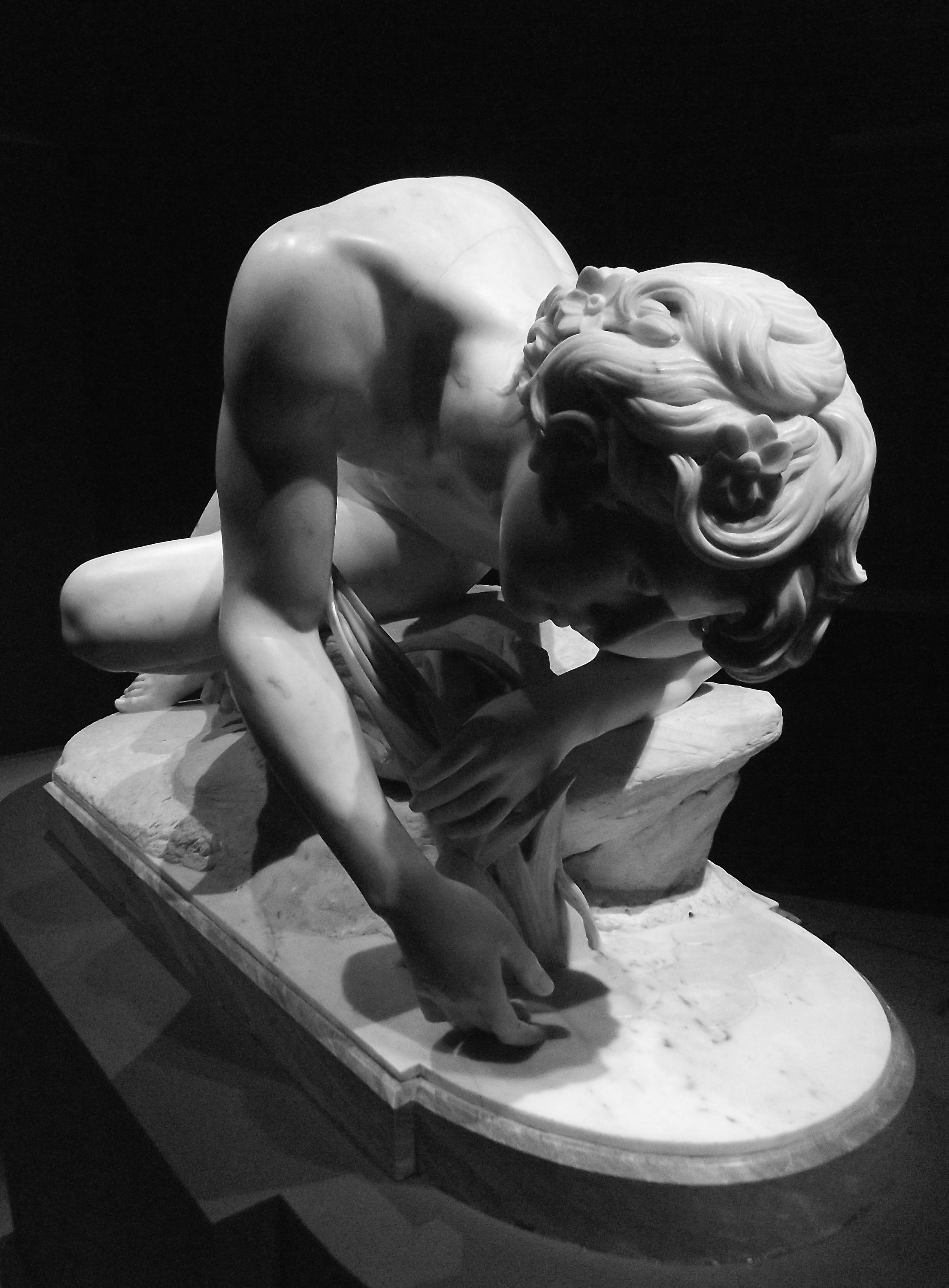
Та же статуя с другого ракурса